# Hopea acuminata
Hopea acuminata là loài thực vật họ Dầu. Đây là loài đặc hữu ở Philippines.